# Sam Bowie
Samuel (Sam) Paul Bowie (* 17. März 1961 in Lebanon, Pennsylvania) ist ein ehemaliger US-amerikanischer Basketballspieler auf der Position des Centers. Wenngleich Bowie kein schlechter Spieler war, so ging er vor allem als der Spieler in die Geschichte ein, der zwischen Hakeem Olajuwon und Michael Jordan gedraftet wurde.
Zu seiner Highschool-Zeit war Bowie einer der besten Highschool-Spieler überhaupt. Er erzielte durchschnittlich 28 Punkte und 18 Rebounds pro Spiel und wurde so 1980 in das US-amerikanische Team für die Olympischen Spiele berufen. Er ist damit bis heute der letzte Spieler ohne Erfahrung als College- oder Profispieler, dem diese Ehre zuteilwurde. Nach drei Jahren und mehreren Beinverletzungen verließ er die University of Kentucky, um in der NBA zu spielen.
Er nahm am NBA-Draft 1984 teil. Bis heute gilt der 1984er Jahrgang als der womöglich beste der Geschichte. Die erste Wahl hatten die Houston Rockets, die sich für den Nigerianer Hakeem Olajuwon entschieden, der später zwölf Mal zum All-Star gewählt wurde und zu den 50 besten Spielern in der NBA-Geschichte gezählt wird. Den zweiten Spieler durften die Portland Trail Blazers auswählen, die sich für Bowie entschieden. Als drittes Team wählten die Chicago Bulls Michael Jordan, den späteren fünffachen MVP, der die Bulls zu sechs Meisterschaften führte. Die späteren All-Stars Charles Barkley, Alvin Robertson, Otis Thorpe, Kevin Willis und John Stockton waren ebenfalls im 84er Draft zu verpflichten. Die Entscheidung der Trail Blazers gilt als eine der schlechtesten, die je getroffen wurde. Zahlreiche Experten beschäftigten sich mit der Frage, ob die Trail Blazers mit Jordan zum dominierenden Team der 1990er Jahre geworden wären, da sie zum Zeitpunkt des 84er Drafts im Vergleich zu den Bulls die bessere Mannschaft waren. Trotzdem schien die Entscheidung für Bowie zum Zeitpunkt des Drafts vernünftig, vor allem da die Trail Blazers bereits im Vorjahr mit Clyde Drexler einen Shooting Guard der Extraklasse gedraftet hatten. Auch gilt es nicht als sicher, ob die Bulls sich nicht ebenfalls für Bowie entschieden hätten, hätten sie die erste Wahl gehabt. Für seine Leistungen im ersten Profijahr wurde Bowie in das NBA All-Rookie Team berufen.
Nachdem Bowie vier Jahre mit großem Verletzungspech für die Trail Blazers spielte und durchschnittlich 10,5 Punkte pro Spiel erzielte, wurde er 1989 zusammen mit einem Draft-Pick gegen Buck Williams zu den New Jersey Nets getradet. Dort absolvierte er seine vier erfolgreichsten Saisons, in denen er von Verletzungen weitgehend verschont blieb, mit durchschnittlich 12,8 Punkten und 8,2 Rebounds pro Spiel. Nachdem er 1993 zu den Los Angeles Lakers wechselte, wo ihn das Verletzungspech wieder einholte, trat er 1995 als Basketballspieler zurück. In seiner gesamten NBA-Karriere brachte er es auf durchschnittlich 10,9 Punkte, 7,5 Rebounds, 1,78 Blocks und traf 30,2 % seiner Dreipunktewürfe.